# دسيا
قرية دسيا هي إحدى القرى التابعة لمركز الفيوم في محافظة الفيوم في جمهورية مصر العربية. حسب إحصاءات سنة 2006، بلغ إجمالي السكان في دسيا 13074 نسمة، منهم 6829 رجل و6245 امرأة.